# Uno-X Mobility (Frauenradsport)
Das Team Uno-X Mobility ist ein norwegisches Radsportteam im Frauenradrennsport auf der Straße.

## Organisation und Geschichte
Die Mannschaft wurde zur Saison 2022 gegründet und als UCI Women’s WorldTeam lizenziert. Der Teamtreiber unterhält auch das gleichnamige Männerteam. Im Gegensatz zum Männerteam, dass nur Fahrer aus Norwegen und Dänemark im Kader hat, ist das Frauenteam international aufgestellt.
Hauptsponsor des Teams ist der norwegische Mineralölkonzerns Uno-X Mobility, Radausstatter ist der norwegische Fahrradhersteller DARE.

## Platzierungen in den UCI-Ranglisten
| UCI World Tour | UCI World Tour | UCI World Tour                   | UCI World Tour |
| Jahr           | Teamwertung    | Einzelwertung                    |                |
| -------------- | -------------- | -------------------------------- | -------------- |
| 2022           | 20.            | Susanne Andersen (75. )          |                |
| 2023           | 13.            | Susanne Andersen (59. )          |                |
| 2024           | 16.            | Maria Giulia Confalonieri (41. ) |                |
|                |                |                                  |                |
| Quelle: UCI    |                |                                  |                |

| UCI Ranking | UCI Ranking | UCI Ranking             | UCI Ranking |
| Jahr        | Teamwertung | Einzelwertung           |             |
| ----------- | ----------- | ----------------------- | ----------- |
| 2022        | 24.         | Susanne Andersen (79. ) |             |
| 2023        | 13.         | Anniina Ahtosalo (58. ) |             |
| 2024        | 16.         | Anniina Ahtosalo (41. ) |             |
|             |             |                         |             |
| Quelle: UCI |             |                         |             |

## Mannschaft 2025
| Teamkader 2025            | Teamkader 2025     | Teamkader 2025         | Teamkader 2025                                   |
| Name                      | Geburtsdatum       | Land                   | Vorheriges Team                                  |
| ------------------------- | ------------------ | ---------------------- | ------------------------------------------------ |
| Katrine Aalerud           | 4. Dezember 1994   | Norwegen               | Movistar Team (2023)                             |
| Kamilla Aasebø            | 11. Juli 2006      | Norwegen               | Team Rytger Carl Ras (2024)                      |
| Anniina Ahtosalo          | 27. August 2003    | Finnland               | Team Rytger powered by Cykeltøj-Online.dk (2021) |
| Susanne Andersen          | 23. Juli 1998      | Norwegen               | Team DSM (2021)                                  |
| Solbjørk Minke Anderson   | 15. August 2004    | Dänemark               | Grand Est-Komugi-La Fabrique (2023)              |
| Elinor Barker             | 7. September 1994  | Vereinigtes Königreich | Drops-Le Col (2021)                              |
| Teuntje Beekhuis          | 18. August 1995    | Niederlande            | Team Jumbo-Visma (2023)                          |
| Marte Berg Edseth         | 6. Oktober 1998    | Norwegen               | Ringerike Sykkelklubb (2022)                     |
| Simone Boilard            | 21. Juli 2000      | Kanada                 | St Michel-Mavic-Auber 93 (2023)                  |
| Maria Giulia Confalonieri | 30. März 1993      | Italien                | Ceratizit-WNT Pro Cycling (2022)                 |
| Ingvild Gåskjenn          | 1. Juli 1998       | Norwegen               | Liv AlUla Jayco (2024)                           |
| Mia Kronheim Gjertsen     | 11. April 2006     | Norwegen               | Team Rytger Carl Ras (2024)                      |
| Alberte Greve             | 16. September 2005 | Dänemark               | Lotto Dstny Ladies (2024)                        |
| Rebecca Koerner           | 22. September 2000 | Dänemark               | ABC Dame Elite (2021)                            |
| Anouska Koster            | 20. August 1993    | Niederlande            | Team Jumbo-Visma (2022)                          |
| Linda Zanetti             | 10. März 2002      | Schweiz                | Human Powered Health (2024)                      |
| Mie Bjørndal Ottestad     | 17. Juli 1997      | Norwegen               | Andy Schleck-CP NVST-Immo Losch (2021)           |
| Anne Dorthe Ysland        | 9. April 2002      | Norwegen               | Coop-Hitec Products (2021)                       |
|                           |                    |                        |                                                  |
| Quelle: ProCyclingStats   |                    |                        |                                                  |